# Viktor Maurer
Viktor Maurer (6. dubna 1932 Praha – 27. prosince 2010 Praha-Krč) byl český herec a amatérský dokumentarista.

## Život
V mládí absolvoval Divadelní fakultu Akademie múzických umění v Praze a na počátku 60. let strávil jednu sezonu v divadle Semafor. Jeho další divadelní angažmá byla v Uherském Hradišti, opakovaně na Kladně a v pražském Divadle Jiřího Wolkera a Městských divadlech pražských.
Hrál i ve filmu a v televizi, většinou jen epizodní role. Nejznámější je pravděpodobně dr. James Porter v komedii režiséra Oldřicha Lipského Čtyři vraždy stačí, drahoušku z roku 1970. V několika televizních scénkách byl partnerem komika Felixe Holzmanna („Statistika“, „Skleróza“). Hrál také v německých filmech, například v televizním seriálu Theodora Chindlera Die Geschichte einer deutschen Familie. 

## Dokumentaristika
Téměř neznámá je jeho dokumentaristická činnost, které se věnoval po svém odchodu do důchodu. Nejprve na SVHS strojích, později pomocí počítače vytvořil desítky dokumentů. Již jeho dokumentaristická prvotina „Po řece Vltavě“ (1995) měla úspěch a opakovaně byla promítána v Národním archivu v Praze na Chodově. Tento dokument pravděpodobně inspiroval Karla Čáslavského k celému cyklu o řece Vltavě, přičemž Maurerovy záběry byly v cyklu také použity. Následoval desetidílný cyklus „Čechy krásné, Čechy mé“ (1996–2002).
Po odchodu do důchodu, od roku 1995, trávil zimy studiem materiálů v univerzitní knihovně a přípravou scénáře dokumentu na následující rok. Na jaře pak vyjížděl s kamerou po České republice a natáčením sbíral materiál, který následně na podzim sestříhal a opatřil vlastním komentářem. Prodal svůj dům po rodičích, z nějž si nechal pouze garsonku, která kdysi byla interním bazénem, aby měl prostředky na natáčení svých dokumentů. Je také autorem posledního dokumentu o Felixi Holzmannovi, kterému dělal parťáka při jeho scénkách, jakož i řady dalších, např. autobiografického dokumentu „Má pouť za divadlem“. Dokumenty točil jen „pro vlastní potřebu“, následně vytvářel kopie na VHS kazetách, později na DVD, které následně rozdával svým přátelům. Se svou „osobní dokumentaristikou“ nepřestal ani v době, kdy byl nemocný a měl kardiostimulátor.